# Sebastian Jacobi
Sebastian Jacobi (* 21. August 1991) ist ein deutscher Handballspieler. In der Variante Beachhandball ist er deutscher Nationalspieler.
Jacobi studierte von 2015 bis 2020 Business Administration an der Wiesbaden Business School.

## Hallenhandball
Sebastian Jacobi begann 1996 bei der TSG Sulzbach mit dem Handballspielen. 2005 wechselte er in die C-Jugend der TSG Münster. Dem Verein blieb er seitdem verbunden und spielte mit ihm in der 3. Liga sowie mittlerweile in der Oberliga Hessen.
Jacobi wurde bislang durch zwei Kreuzbandrisse in seiner Karriere behindert.

## Beachhandball
Jacobi spielt im Beachhandball für BHC Beach & Da Gang Münster in Kelkheim. Mit dem Verein erreichte er bei den Deutschen Meisterschaften 2016 den dritten Rang, gewann 2018 und 2019 den Titel. 2021 wurde er Vizemeister. Jacobi ist einer der Organisatoren des jährlichen Karacho Beach Cups in Kelkheim, einem der traditionsreichsten Turniere für Vereinsmannschaften im Beachhandball in Deutschland.
Nachdem der DHB 2008 seine Nationalteams trotz einiger erreichter Erfolge aufgelöst hatte, dauerte es acht Jahre, bis nach der Pause wieder deutsche Beachhandball-Nationalmannschaften an internationalen Turnieren teilnahmen. Allerdings gehörte Jacobi noch nicht zum Aufgebot der Europameisterschaften 2017. 

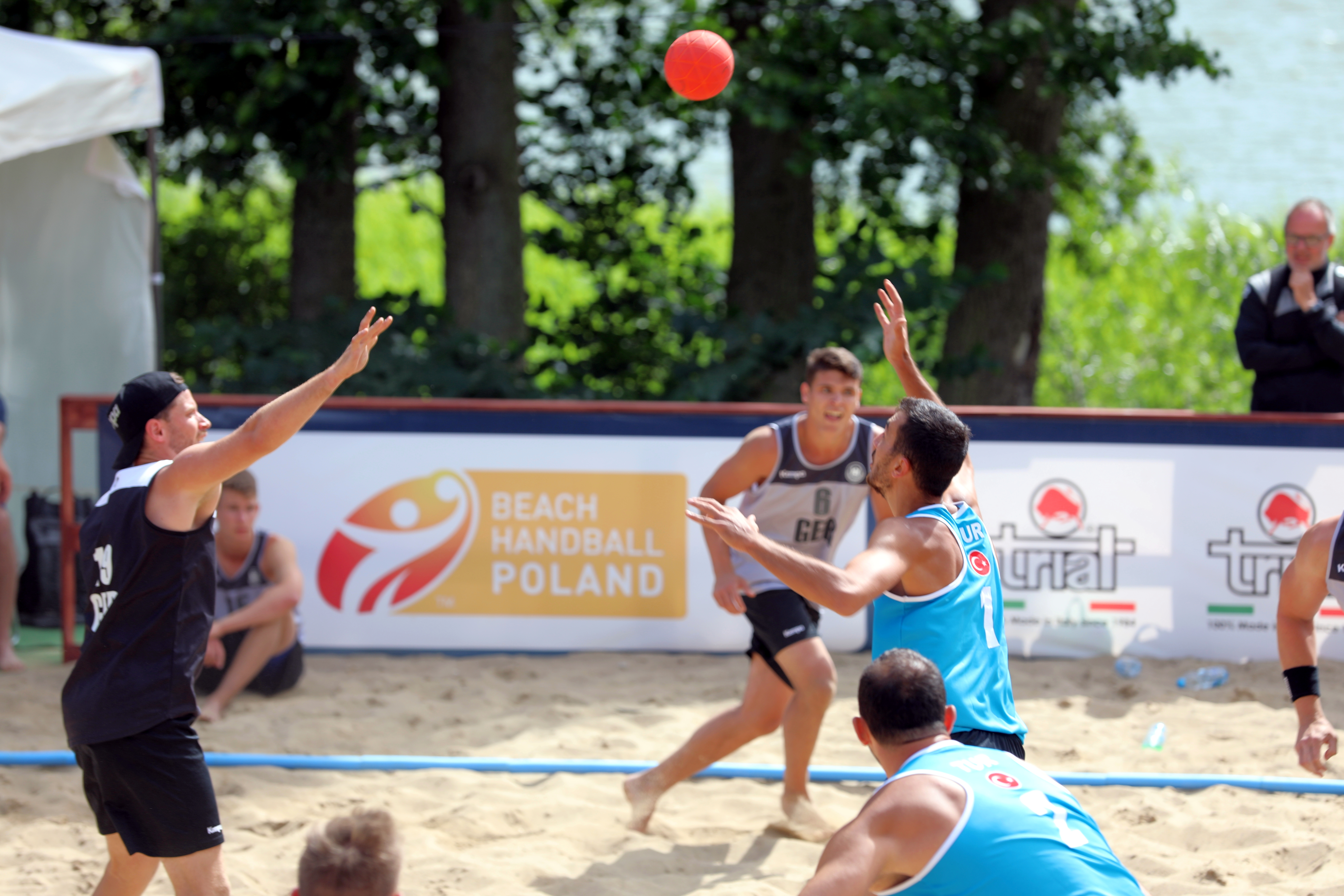
Jacobi (links in schwarz) leitet einen deutschen Angriff im Spiel gegen die Türkei bei der EM 2019 ein

Jacobis erste Berufung für ein Turnier erfolgte zwei Jahre später für die Beachhandball Euro 2019 in Stare Jabłonki, Polen, wo er als Specialist zum Einsatz kam. Er startete mit der deutschen Mannschaft perfekt in das Turnier. Alle vier Vorrundenspiele gegen den amtierenden Europameister Spanien, die Spitzenmannschaft Norwegen sowie Rumänien und Türkei wurden gewonnen. Verlustpunktfrei gingen die Deutschen damit in die Hauptrunde. Hier verkehrte sich die Situation und man verlor nacheinander gegen den Favoriten Dänemark, den Außenseiter Serbien sowie das Spitzenteam aus Russland. Alle drei Niederlagen erfolgten allerdings erst im Shootout. Aufgrund der aus der Vorrunde mitgenommenen Punkte belegte die Mannschaft dennoch den dritten Rang der Hauptrunden-Gruppe und zog damit in das Viertelfinale ein. Dort unterlag das deutsche Team dem Vizeweltmeister aus Ungarn im Shootout, nachdem die Deutschen die Ungarn im zweiten Durchgang dominiert hatten. Nach einem Sieg im ersten Platzierungsspiel über Frankreich spielte Deutschland im letzten Spiel erneut gegen Kroatien um den fünften Platz und damit auch die WM-Qualifikation. Es folgte die einzige Zweisatzniederlage der Deutschen im Turnier, diese war jedoch sehr knapp, in beiden Durchgängen unterlag Deutschland nur mit jeweils einem Punkt. Zudem erzielten die Kroaten ihr letztes Tor im Sudden Death. Jacobi kam in sechs Spielen zum Einsatz und erzielte dabei zehn Punkte, acht davon im Vorrundenspiel gegen die Türkei.
Nach den Coronabedingten Ausfällen der Spiele 2020 wurde Jacobi im Januar 2021 erneut in den Kreis der Nationalmannschaft für die German Beach Trophy 2021 berufen.
2021 nahm Jacobis in Warna an seinen zweiten Europameisterschaften teil. Dieses Mal hatte er auch vermehrt offensive Spielanteile. Nach einem Sieg über die Niederlande zum Turnierauftakt im Shootout mit 12 Punkten von Jacobi als bestem Schützen folgten zwei Niederlagen gegen Portugal und Russland schafften die Deutschen als Gruppendritte knapp den Einzug in die Hauptrunde. Dort unterlag Jacobi mit Deutschland Polen und Kroatien, erst das letzte Spiel gegen Schweden konnte gewonnen werden. Als Fünftplatzierte der Hauptrunde verpasste Deutschland das Viertelfinale und gewann in der Platzierungsrunde gegen die Türkei, unterlag dann aber im in den beiden letzten Spielen gegen Italien – mit acht Punkten von Jacobi als zweitbesten Werfer nach Stefan Mollath – und Schweden und wurde 12. Jacobi bestritt mit alle neun möglichen Spiele und erzielte 40 Punkte.